# علم رودسيا

علم روديسيا الجنوبية (1923–1953)

علم اتحاد رودسيا ونياسالاند (1953–1963)

علم روديسيا الجنوبية (1964–1965) وروديسيا(1965–1968; 1979-1980)

علم روديسيا (1968–1979)

علم زيمبابوي روديسيا (1979)

لقد تغير علم روديسيا (زيمبابوي الآن) مرات عديدة كنتيجة للتغيرات السياسية في البلاد.
قبل عام 1953، اتبعت مستعمرة روديسيا الجنوبية للممارسة الاستعمارية البريطانية، عن طريق استخدام الراية الزرقاء مع علم الاتحاد في الكانتون ودرع شعار نبالة المستعمرة.
في عام 1953، اتحدت روديسيا الجنوبية مع روديسيا الشمالية ونياسالاند لتشكيل اتحاد رودسيا ونياسالاند. اُستخدم العلم الاتحادي بين سبتمبر 1953 و31 ديسمبر 1963 عندما تم حل الاتحاد. بعد أقل من عام من تفكك الاتحاد، أصبحت روديسيا الشمالية ونياسالاند الولايات المستقلة لكل من زامبيا ومالاوي على التوالي. أصبحت روديسيا الجنوبية معروفة باسم روديسيا، على الرغم من أن اسمها القانوني ظل مستعمرة روديسيا الجنوبية. في أبريل 1964، اعتمدت روديسيا راية القوات الجوية ذات لون أزرق فاتح والتي تحمل شعار روديسيا. كانت هذه هي المرة الأولى التي تستخدم فيها مستعمرة بريطانية لوناً أفتح من الراية الزرقاء، على الرغم من تبني كل من فيجي وتوفالو اللون بعد الاستقلال.
بعد إعلان الاستقلال الأحادي (UDI) في 11 نوفمبر 1965، تم الإبقاء على العلم، ولكن بعد مرور ثلاث سنوات على ذكرى UDI تم استبداله بعلم أخضر وأبيض (مشابه لعلم نيجيريا) مع شعار النبالة الكامل في المركز. في 2 مارس 1970، أُعلِن البلد جمهورية.
قبل إغلاقها، رفعت البعثة الروديسية في لندن العلم المُعتمد حديثاً كنوع من الاستفزاز، حيث وصل رؤساء وزراء دول الكومنولث إلى المؤتمر. وقد اعتبرت وزارة الخارجية البريطانية ذلك غير قانوني، وأُطلِقت نداءات من نائب حزب العمال ويلي هاملتون، الذي أدان العلم بأنه «علم حكومة غير شرعية في تمرد ضد التاج»، من أجل إزالته.
طوال هذا الوقت، رفضت المملكة المتحدة الاعتراف باستقلال روديسيا وحافظت على كون العلم الأزرق الفاتح هو العلم الرسمي للبلاد، ولكن في عام 1972، رفع الفريق الأولمبي الروديسي الراية الزرقاء في عام 1923 في القرية الأولمبية في ميونيخ، كما عُزف نشيد «فليحفظ الله الملكة» باعتباره نشيداً وطنياً للبلاد. كان هذا قبل طردها من اللجنة الأولمبية الدولية، قبل أربعة أيام من افتتاح دورة الألعاب الأولمبية الصيفية 1972.
في عام 1979، عُرِفت البلاد باسم زيمبابوي-روديسيا، واعتُمد علم جديد في 4 سبتمبر من ذلك العام، حيث اُساعملت فيه الألوان المُعبرة عن القمية الأفريقية أي اللون الأحمر والأسود والأصفر والأخضر، وطائر زيمبابوي. ومع ذلك، بموجب شروط اتفاق بيت لانكستر، عاد البلد لفترة وجيزة إلى الحكم البريطاني تحت قيادة الاتحاد من 12 ديسمبر 1979 على الرغم من أن علم زيمبابوي روديسيا ظل قيد الاستخدام الفعلي. وهكذا إلى أن تم إلغاء العلم البريطاني خلال الحفل في 17/18 أبريل 1980 بمناسبة حصول البلاد على الاستقلال كجمهورية زيمبابوي عندما تم اعتماد العلم الجديد لزيمبابوي.